# Tulltjärnen, Västmanland
Tulltjärnen är en sjö i Skinnskattebergs kommun i Västmanland och ingår i Norrströms huvudavrinningsområde.